# Художествена галерия „Околийска къща“
Художествена галерия „Околийска къща“ е общинска културна институция в Дупница. Намира се близо до главния площад „Свобода“ в центъра на града.
Заема сграда, наричана Околийска къща, която според историци е построена в края на XIII век. В началото Околийската къща е била бариерница, а по-късно и конак. През 1972 година е обявена за паметник на културата и архитектурата.
През 1979 г. НИПК в София изработва проект за реставрация и адаптация на сградата, осъществен през периода 1981 – 1986 г. Оттогава в нея се организират културни прояви – изложби, литературно представяне на книги, поетични вечери и други. В галерията „Околийска къща“ видни творци от региона и страната са излагали свои живописни платна, акварел, графика, малки пластики и скулптори. Със свои експозиции е гостувал и Националният исторически музей.
Галерията ползва за изложбена зала и единствената в града оцеляла джамия, намираща се наблизо на същата улица „Иван Вазов“. Джамията датира от XVI век, когато е изградена върху останките на православна църква.
Галерията е сред културните центрове на Дупница.